# Distrito de Diekirch
El distrito de Diekirch era uno de los tres distritos del Gran Ducado de Luxemburgo. Se subdividía en 5 cantones y 43 comunas.

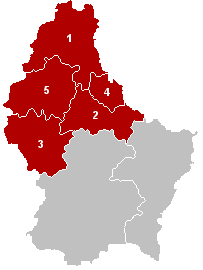
Cantones.

1. Clervaux
  - Clervaux
  - Consthum
  - Heinerscheid
  - Hosingen
  - Munshausen
  - Troisvierges
  - Weiswampach
  - Wincrange
2. Diekirch
  - Bettendorf
  - Bourscheid
  - Diekirch
  - Ermsdorf
  - Erpeldange
  - Ettelbruck
  - Feulen
  - Hoscheid
  - Medernach
  - Mertzig
  - Reisdorf
  - Schieren
3. Redange
  - Beckerich
  - Ell
  - Grosbous
  - Préizerdaul
  - Rambrouch
  - Redange
  - Saeul
  - Useldange
  - Vichten
  - Wahl
4. Vianden
  - Putscheid
  - Tandel
  - Vianden
5. Wiltz
  - Boulaide
  - Esch-sur-Sûre
  - Eschweiler, Luxemburgo
  - Goesdorf
  - Heiderscheid
  - Kiischpelt
  - Lac de la Haute-Sûre
  - Neunhausen
  - Wiltz
  - Winseler

## Geografía
El distrito de Diekirch limitaba al norte y al oeste con las provincias belgas de Lieja y Luxemburgo, al sur con el distrito de Luxemburgo, al sureste con el distrito de Grevenmacher y al este con el estado alemán de Renania-Palatinado.